# Gedenkstätte revolutionärer Matrosen

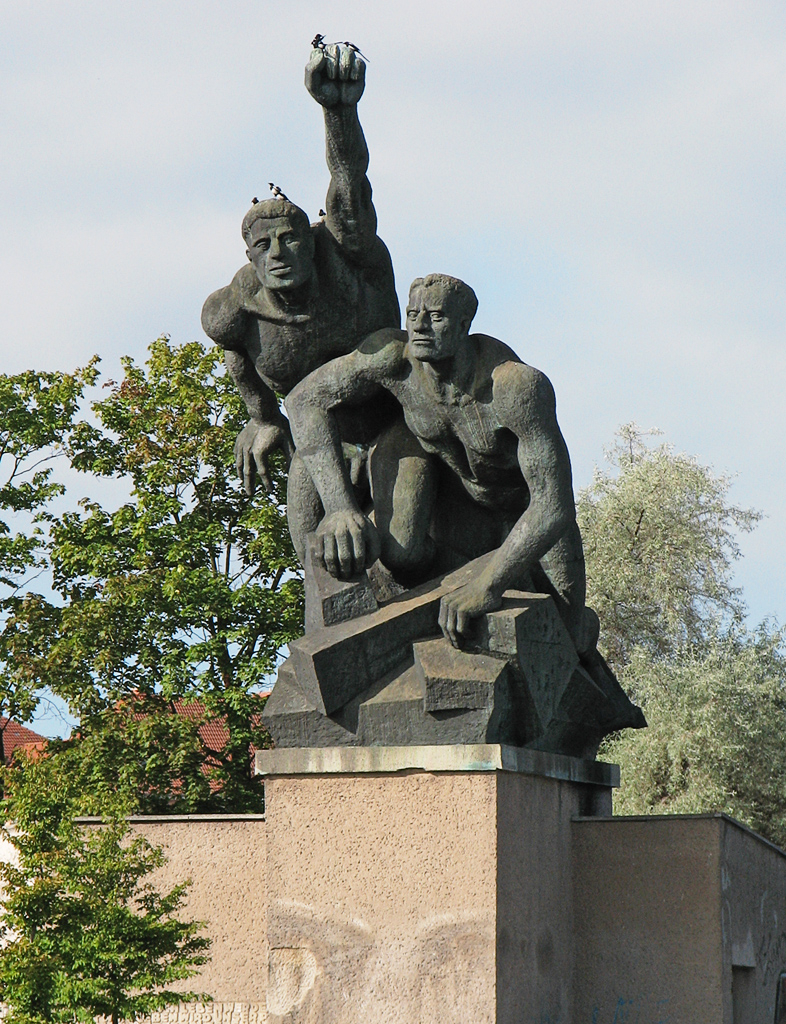
Gedenkstätte revolutionärer Matrosen

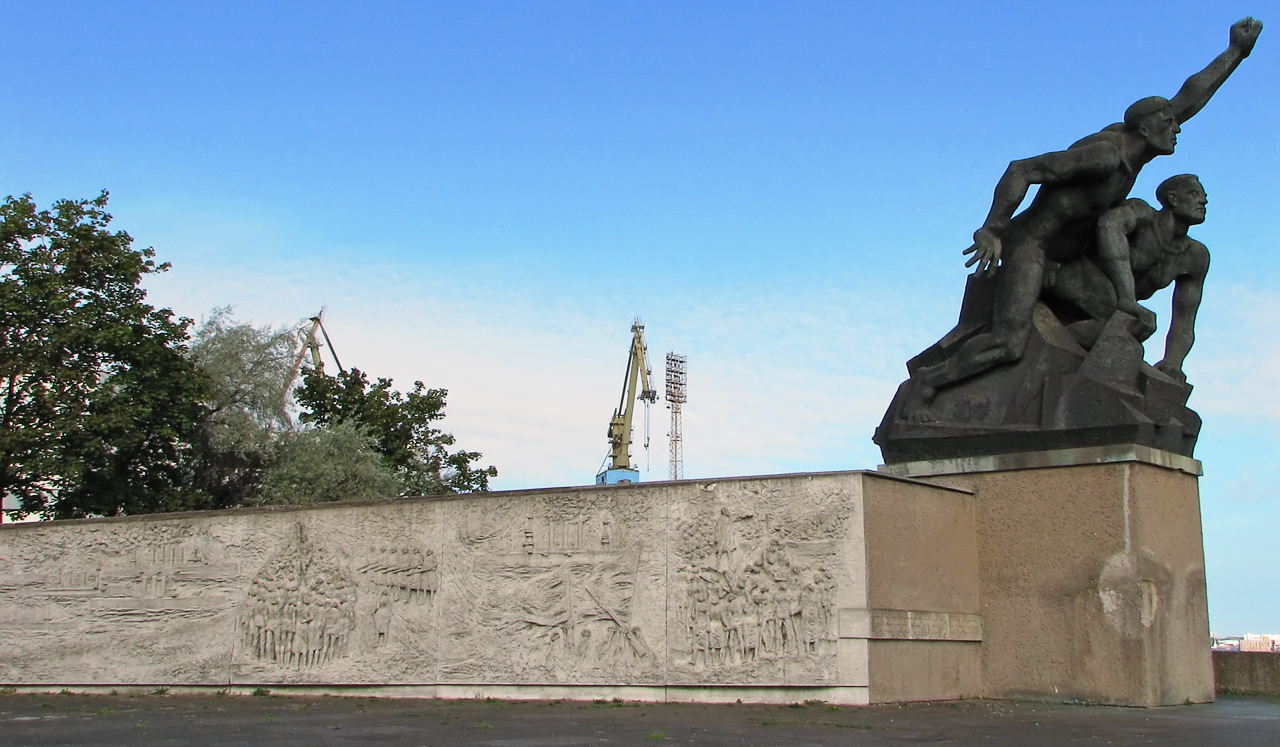
Seitenansicht mit Relief

Die Gedenkstätte revolutionärer Matrosen am Rostocker Stadthafen erinnert an die revolutionären Matrosen zum Ende des Ersten Weltkrieges.
Es wurde von den Künstlern Wolfgang Eckardt und Reinhard Dietrich erschaffen und am 16. September 1977 offiziell eingeweiht.
Die monumentale Gedenkstätte besteht aus einem Sockel mit einer 20 Meter langen Reliefwand (gestaltet von Reinhard Dietrich) und einer 9 Meter hohen Bronzeskulptur. Die Denkmalanlage ohne Skulptur wurde bereits 1970 eröffnet und besaß einen Ausstellungsraum, der jedoch seit 1985 geschlossen ist.
Zu DDR-Zeiten diente das Matrosendenkmal für Gedenkveranstaltungen zur Erinnerung an die Deutsch-Sowjetische Freundschaft und die Novemberrevolution 1918, ausgelöst durch den Kieler Matrosenaufstand.
Entgegen der verbreiteten Meinung stellt das Denkmal nicht die aufständischen und 1917 zum Tode verurteilten Matrosen Max Reichpietsch und Albin Köbis dar. Dies war in einer ersten Konzeption angedacht. Der Bildhauer Wolfgang Eckardt setzte sich aber gegen die Ansprüche der damals bestimmenden SED-Funktionäre durch und gestaltete die beiden namenlosen Männer ohne Uniformen und Waffen, um deutlich zu machen, dass politische Veränderungen auch ohne Gewalt durchgesetzt werden können.
Rostocks größte Bronzeskulptur ist seit 2013 durch einen Zaun gesichert und bedarf einer Sanierung.
Am 28. Januar 2016 hat sich der Kunstbeirat der Hansestadt Rostock mit der Sanierung des maroden Denkmals befasst, die nun in Angriff genommen werden soll. Das Denkmal wird nach den derzeitigen Plänen in die neu entstehende Uferpromenade integriert. Ein Platz für den Aufenthalt am Wasser soll dabei entstehen. Die Ausstellungsräume unter dem Denkmal sind nach den Worten der Kulturamtsleiterin Michaela Selling nicht zu retten und sollen verfüllt werden. Die Stufen der Kaikante sollen jedoch bis zum Matrosendenkmal hochgezogen werden, die Grünflächen werden neu gestaltet.  Auch dort ist vorgesehen, die Verbindung des Denkmals zum Kieler Matrosenaufstand von 1918 auf Tafeln darzustellen. Die Sanierung wird 3,5 Millionen Euro kosten und soll im Jahr 2020 beginnen.